# 科塔納尼山
14°59′11″S 68°56′44″W / 14.98639°S 68.94556°W
科塔納尼山（Qutañani），是玻利維亞的山峰，位於該國西部拉巴斯省包蒂斯塔·萨韦德拉县，處於庫西柳尼山西南面，屬於安第斯山脈中阿波洛班巴山脈的一部分，海拔高度約4,900米。